# Verwaltungsregion Berner Jura
Koordinaten: 47° 12′ N, 7° 13′ O; CH1903: 583208 / 228031
Die Verwaltungsregion Berner Jura im Kanton Bern wurde auf den 1. Januar 2010 gegründet und ist deckungsgleich mit dem gleichnamigen Verwaltungskreis.
Im Hinblick auf den geplanten Wechsel der Gemeinde Moutier zum Kanton Jura auf den 1. Januar 2026 werden gemäss Volksabstimmung vom 22. September 2024 sämtliche Amtsbezirke des Kantons Bern Ende 2025 aufgehoben, wobei die drei Amtsbezirke Courtelary, Moutier und La Neuveville bereits durch die 2010 eingeführte Verwaltungsregion Berner Jura ersetzt wurden. Da die Amtsbezirke in der Praxis keine Rolle mehr spielen, ist die Änderung reine Formsache.
| Name des Verwaltungskreises | Einwohner (31. Dezember 2023) | Fläche in km² | Anzahl Gemeinden (2017) |
| --------------------------- | ----------------------------- | ------------- | ----------------------- |
| Berner Jura                 | 53'927                        | 541,72        | 40                      |
| Total (1)                   | 53'927                        | 541,72        | 40                      |